# Urawa Red Diamonds 2009
Questa voce raccoglie le informazioni riguardanti gli Urawa Red Diamonds nelle competizioni ufficiali della stagione 2009.

## Maglie e sponsor
Viene semplificato il motivo della divisa, ora interamente rossa senza rifiniture nere. Sono confermati lo sponsor Savas e il fornitore tecnico Nike.
| Manica sinistra · Maglietta · Maglietta · Manica destra · Pantaloncini · Calzettoni | Manica sinistra · Manica sinistra · Maglietta · Maglietta · Manica destra · Manica destra · Pantaloncini · Calzettoni · Calzettoni |

## Rosa
| N. |                     | Ruolo | Calciatore            |
| -- | ------------------- | ----- | --------------------- |
| 1  | Giappone (bandiera) | P     | Norihiro Yamagishi    |
| 2  | Giappone (bandiera) | D     | Keisuke Tsuboi        |
| 3  | Giappone (bandiera) | C     | Hajime Hosogai        |
| 4  | Giappone (bandiera) | D     | Marcus Tulio Tanaka   |
| 6  | Giappone (bandiera) | C     | Nobuhisa Yamada       |
| 7  | Giappone (bandiera) | C     | Tsukasa Umesaki       |
| 8  | Giappone (bandiera) | C     | Alessandro dos Santos |
| 10 | Brasile (bandiera)  | C     | Robson Ponte          |
| 11 | Giappone (bandiera) | A     | Tatsuya Tanaka        |
| 12 | Giappone (bandiera) | D     | Shunsuke Tsutsumi     |
| 13 | Giappone (bandiera) | C     | Keita Suzuki          |
| 14 | Giappone (bandiera) | C     | Tadaaki Hirakawa      |
| 15 | Giappone (bandiera) | A     | Sergio Ariel Escudero |
| 17 | Brasile (bandiera)  | A     | Edmilson              |
| 18 | Giappone (bandiera) | C     | Takafumi Akahoshi     |
| 19 | Giappone (bandiera) | A     | Naohiro Takahara      |

| N. |                     | Ruolo | Calciatore         |
| -- | ------------------- | ----- | ------------------ |
| 20 | Giappone (bandiera) | C     | Satoshi Horinouchi |
| 21 | Giappone (bandiera) | D     | Takuya Nagata      |
| 22 | Giappone (bandiera) | C     | Yūki Abe           |
| 23 | Giappone (bandiera) | P     | Ryōta Tsuzuki      |
| 24 | Giappone (bandiera) | A     | Genki Haraguchi    |
| 25 | Giappone (bandiera) | D     | Tetsushi Kondo     |
| 26 | Giappone (bandiera) | D     | Mizuki Hamada      |
| 27 | Giappone (bandiera) | C     | Yoshiya Nishizawa  |
| 28 | Giappone (bandiera) | P     | Nobuhiro Kato      |
| 29 | Giappone (bandiera) | P     | Koki Otani         |
| 30 | Giappone (bandiera) | D     | Koji Noda          |
| 31 | Giappone (bandiera) | D     | Masato Hashimoto   |
| 32 | Giappone (bandiera) | C     | Yusuke Hayashi     |
| 33 | Giappone (bandiera) | C     | Shunki Takahashi   |
| 34 | Giappone (bandiera) | C     | Naoki Yamada       |

## Statistiche

### Statistiche di squadra
| Competizione           | Punti | Totale | Totale | Totale | Totale | Totale | Totale | DR |
| Competizione           | Punti | G      | V      | N      | P      | Gf     | Gs     | DR |
| ---------------------- | ----- | ------ | ------ | ------ | ------ | ------ | ------ | -- |
| J. League Division 1   | 52    | 34     | 16     | 4      | 14     | 43     | 43     | 0  |
| Coppa Yamazaki Nabisco | -     | 1      | 0      | 0      | 1      | 0      | 2      | -2 |
| Coppa dell'Imperatore  | -     | 8      | 5      | 1      | 2      | 12     | 8      | +4 |
| Totale                 |       | 43     | 21     | 5      | 17     | 55     | 53     | +2 |